# Lantawan
Lantawan ist eine philippinische Stadtgemeinde in der Provinz Basilan. Sie hat 24.594 Einwohner (Zensus 1. August 2015).

## Baranggays
Lantawan ist politisch unterteilt in 35 Baranggays.
| - Atong-atong - Baluk-baluk - Baungis - Bulanza - Dasalan - Lantawan Proper (Pob.) - Lower Manggas - Lubukan - Luukbongsod - Matarling - Matikang - Panducan | - Tausan - Tairan - Upper Manggas - Bagbagon - Bulan-bulan - Palahangan - Suba-an (Pangasahan) - Sangbay Big - Sangbay Small - Lower Baas - Upper Baas - Calugusan | - Canibungan - Landugan - Lawila - Lawi-lawi - Mananggal - Pamucalin - Switch Yakal - Paniongan - Luuk-Maluha - Calayan - Parian-Baunoh |